# Julie Vigourt
Julie Vigourt (ur. 19 października 1979 w Mâcon) – francuska lekkoatletka specjalizująca się w skoku o tyczce.

## Osiągnięcia
- brązowy medal igrzysk frankofońskich (Ottawa 2001)
- była rekordzistka kraju (4,02 11 maja 1996 Mâcon)

## Rekordy życiowe
- skok o tyczce – 4,30 (2002)
- skok o tyczce (hala) – 4,10 (2000 & 2001 & 2002)